# Kayah i Bregović
Kayah i Bregović – album Kayah i Gorana Bregovicia, wydany 12 kwietnia 1999 roku. Muzycznie zawiera połączenie współczesnego popu i folkloru bałkańskiego z rodzimą tradycją ludową. Płyta zawiera muzykę góralską, cygańską, śpiewy biesiadne, a nawet echa kolędy „Bóg się rodzi”. Materiał na album został zarejestrowany w kilku europejskich studiach nagraniowych w Atenach, Belgradzie, Gołkowie, Serbii i Warszawie.

## O albumie
Kayah napisała słowa wszystkich piosenek i je zaśpiewała. Goran Bregović jest autorem ich muzyki, aranżerem i producentem. Na płycie znajdują się m.in. piosenki wykonywane kiedyś przez Bijelo dugme i utwory znane z filmowych płyt Bregovicia, takich jak: Underground, Arizona Dream, Królowa Margot i Czas Cyganów. Udziela się tu jego słynna cygańska orkiestra weselno-pogrzebowa. Z polskich muzyków pojawił się pięcioosobowy góralski zespół wokalny z Zakopanego (obecny Zakopower).
Album sprzedał się w nakładzie ponad 700 tysięcy egzemplarzy w Polsce i zdobył status diamentowej płyty, stając się jednym z  największych sukcesów artystyczno-komercyjnych lat 90. Triumfem okazał się występ na Sopot Festival oraz wspólny koncert Kayah i Bregovića 10 września 1999 roku na warszawskim Służewcu, dla ponad 50 tysięcy osób. Sukces płyty w Polsce doprowadził do jej wydania w jedenastu krajach europejskich w roku 2000, m.in. we Włoszech, Hiszpanii, Francji, Turcji, Grecji, Czechach, Słowenii i Chorwacji, a także w Izraelu. We Włoszech, gdzie płyta w pierwszych dwóch tygodniach sprzedaży uplasowała się na 7. miejscu, osiągnęła tam rekordowy poza Polską nakład. Promocja płyty wiązała się z wyjazdem na press-tour do Włoch, a w następnej kolejności do Francji.
W 2000 roku Kayah zdobyła 3 Nagrody Muzyczne Fryderyk w następujących kategoriach: wokalistka roku, album roku pop (Kayah i Bregović) oraz wideoklip roku („Prawy do lewego”). Była również nominowana do piosenki roku („Prawy do lewego”) i jako autor roku (w sumie pięć nominacji). W tym samym roku Kayah zdobyła również 4 Superjedynki, będąc najlepszą wokalistką roku, oraz nagrywając przebój roku („Śpij kochanie, śpij”), najlepszy teledysk („Prawy do lewego”) i najlepszą płytę pop (Kayah i Bregović). Album nagrodzono również Machinerem '99 w kategorii płyta masowa. Artystka wygrała 4 Playboxy '99 w kategoriach: wokalistka roku, dwa razy za przebój roku („Śpij kochanie, śpij”, „Prawy do lewego”) oraz Playbox publiczności. Pozostałe nagrody to: Trofea Elle '99 – nagroda w kategorii: najbardziej stylowa gwiazda pop, koncert Kayah i Bregovića uznano imprezą roku 1999 przez Życie na Gorąco, nagroda miesięcznika Pani – brązowe Jabłka dla pary roku, Złoty Królik - nagroda przyznawana przez Playboya największym osobowościom polskich mediów, As Empiku za najlepszą sprzedaż Kayah i Bregović oraz Brązowe Otto za wokalistkę roku od czytelników Bravo. Kayah otrzymała również Wiktora '99.

## Lista utworów

### Kayah i Bregović (edycja podstawowa)
1. Śpij kochanie, śpij – 4:31
Muzyka/Słowa – Goran Bregović, Andrew Marvell, Kayah
2. To nie ptak – 4:40
Muzyka/Słowa – Goran Bregović, Iggy Pop, Kayah
3. 100 lat młodej parze – 3:09
Muzyka/Słowa – Goran Bregović, Kayah
4. Byłam różą – 3:41
Muzyka/Słowa – Goran Bregović, Kayah
5. Trudno kochać – 3:55
Muzyka/Słowa – Goran Bregović, Andrew Marvell, Kayah
6. Prawy do lewego – 3:25
Muzyka/Słowa – Goran Bregović, Kayah
7. Ta-Bakiera – 4:15
Muzyka/Słowa – Goran Bregović, Kayah
8. Čaje Šukarije – 3:12
Muzyka/Słowa – Cygańska Melodia Ludowa, Marek Kościkiewicz
9. Jeśli Bóg istnieje – 4:53
Muzyka/Słowa – Goran Bregović, Ofra Haza, Bezalel Aloni, Kayah
10. Nie ma, nie ma ciebie – 3:49
Muzyka/Słowa – Goran Bregović, Kayah

### Kayah i Bregović (edycja winylowa)
Reedycja płyty została wydana na winylu w 10 marca 2015.
Strona A
1. Śpij kochanie, śpij – 4:31
2. To nie ptak – 4:40
3. 100 lat młodej parze – 3:09
4. Byłam różą – 3:41
5. Trudno kochać – 3:55

Strona B
1. Prawy do lewego – 3:25
2. Ta-Bakiera – 4:15
3. Čaje Šukarije – 3:12
4. Jeśli Bóg istnieje – 4:53
5. Nie ma, nie ma ciebie – 3:49

### Kayah i Bregović (edycja specjalna)
Osiemnaście lat po premierze płyty, z okazji obejmującej siedem miast w Polsce trasy koncertowej, która rozpoczęła się we wrześniu 2017 roku, ukazała się nowa edycja albumu. Dwupłytowe wydawnictwo zawierało oryginalny, zremasterowany album oraz drugi krążek, na którym znalazło się osiem współczesnych miksów wyłonionych w ogólnopolskim konkursie na platformie 2track.pro oraz dwa remiksy, które powstały przy premierze płyty w 1999 roku: Smolika i DJ 600 Volt, jak również dwa utwory koncertowe tego niezwykłego duetu. Jednym z nich jest piosenka „Miłość ci wszystko wybaczy”, która nie była częścią płyty artystów.
1. To nie ptak – Marcel McCrash Kraszkiewicz mix
2. To nie ptak – Skyquake mix
3. Ta-Bakiera – Grzegorz Koniarz mix
4. To nie ptak – Paweł Rychert mix
5. Ta-Bakiera – Zgoda mix
6. Śpij kochanie, śpij – Ludwik Zamenhof mix
7. Ta-Bakiera – Vlasta Traczyk mix
8. Śpij kochanie, śpij – Paweł Podeszwik mix
9. Prawy do lewego – Smolik remix
10. Prawy do lewego – Nie Zgadniesz remix (Sebastian Imbierowicz Remix)
11. Nie ma, nie ma ciebie – (wersja koncertowa)
12. Miłość Ci wszystko wybaczy – (wersja koncertowa)

## Single
- „Śpij kochanie, śpij” - wydany w marcu 1999 roku, stał się jednym z największych hitów tego roku. Wideoklip zawierał fragmenty filmu Operacja Samum, który jednocześnie promował.
- „Prawy do lewego” - wydany w czerwcu 1999 roku. Obok „Śpij kochanie, śpij”, stał się największym przebojem z płyty. Singel promocyjny oprócz wersji albumowej zawierał Nie Zgadniesz remiks (DJ 600 Volt) i Smolik mix (Andrzej Smolik).
- „To nie ptak” - wydany w sierpniu 1999 roku. Piosenka cieszyła się dużą popularnością pomimo braku teledysku promującego.
- „Nie ma, nie ma ciebie” - wydany w grudniu 1999 roku. Singel promocyjny zawierał również wersję live oraz „Miłość ci wszystko wybaczy”, także wykonane na żywo podczas koncertu na Służewcu.

## Twórcy
- Kayah – śpiew, chórki
- Andrzej Dziubas – chórki
- Bartłomiej Kudasik – chórki
- Jacek Poremba –  zdjęcia
- Goran Bregović –  produkcja, aranżacje, programowanie, mastering
- Grzegorz Brzozowicz – współproducent
- Grzegorz Piwkowski – mastering (edycja specjalna)
- Henio Ricardo Rutkowski śpiew (8)
- Jan Smoczyński – inżynier dźwięku, mix, mastering (edycja specjalna)
- Józef Chyc-Scepton – chórki
- Kasia Mrożewska – projekt
- Klaudia Dopierała – aktualizacja projektu (edycja specjalna)
- Ognjen Radivojević – produkcja, programowanie
- Predrag Milanović – produkcja, programowanie, inżynier dźwięku (1-7, 9-10)
- Sebastian Karpiel-Bułecka – chórki
- Wojciech Topa – chórki

## Certyfikat
| Kraj          | Certyfikat | Sprzedaż |
| ------------- | ---------- | -------- |
| Polska (ZPAV) | diament    | 700 000  |